# 22794 Lindsayleona
22794 Lindsayleona è un asteroide della fascia principale. Scoperto nel 1999, presenta un'orbita caratterizzata da un semiasse maggiore pari a 2,2260373 UA e da un'eccentricità di 0,1453789, inclinata di 2,97402° rispetto all'eclittica.